# Исијавање (филм)
Исијавање (енгл. The Shining) је психолошки хорор филм из 1980. режисера и продуцента Стенлија Кјубрика, који је са Дајаном Џонсом написао сценарио на основу истоименог романа Стивена Кинга. Главне улоге у филму тумаче Џек Николсон, Шели Дувал и Дени Лојд, а радња прати силазак у лудило једног писца и алкохоличара у опоравку, који прихвата посао чувања хотела током зимског периода са својом супругом и малим сином.
Филм је сниман готово искључиво у студију EMI Elstree, на сетовима заснованим на стварним локацијама. Кјубрик је често радио са малом филмском екипом, што му је омогућавало да више пута снима одређене сцене, које су понекад доводиле до исцрпљености глумаца и екипе. Нова Steadicam опрема коришћена је за снимање неколико сцена, дајући филму иновативан и импресиван изглед и доживљај.
Филм је објављен 23. маја 1980. у Сједињеним Америчким Државама, а 2. октобра у Уједињеном Краљевству. У биоскопима је објављено неколико верзија, од којих је свака била скраћена у односу на претходну, укупно око 27 минута. Реакције на филм у време његовог изласка биле су помешане; Стивен Кинг је критиковао филм због одступања од романа. Филм је добио две контроверзне номинације на првој додели награда Златна малина 1981. године — за најгорег редитеља и најгору глумицу — од којих је потоња повучена 2022. године због Кјубриковог наводног понашања према Шели Дувал током снимања. Критички одговор на филм се временом поправио.
Често навођен као један од најбољих хорор остварења свих времена, филм је 2018. године одабран за очување у Националном регистру филмова Сједињених Америчких Држава од стране Конгресне библиотеке као „културолошки, историјски или естетски значајан”. Наставак под називом Dr Sleep, заснован на Кинговом истоименом роману из 2013, објављен је 2019. године.

## Радња
Џек Торенс прихвата посао чувања удаљеног хотела „Видиковац”, у Стеновитим планинама Колорада, који се затвара сваке зиме. По његовом доласку, управник Стјуарт Улман обавештава Џека да је претходни кућепазитељ, Чарлс Грејди, пре десет година у хотелу убио своју жену, две младе ћерке и себе.
У Болдеру, Џеков син Дени има предосећање и доживљава напад. Џекова жена Венди објашњава докторки један инцидент из прошлости када је пијани Џек случајно ишчашио Денију раме; Џек је након тога престао да пије. Пре одласка на одмор, главни кувар хотела, Дик Халоран, открива Денију да поседују телепатске способности које он назива „исијавањем”. Халоран упозорава Денија да хотел такође „исијава” због трагова непријатних прошлих догађаја и саветује му да избегава собу 237.
Пролази месец дана и Дени почиње да има застрашујуће визије, од којих у једној види убијене Грејдијеве близнакиње. У међувремену, Џеково ментално здравље се погоршава; пати од ауторске блокаде, склон је изливима беса и сања о убиству своје жене и детета. Денија у собу 237 маме невидљиве силе, а Венди га касније проналази повређеног. Џек истражује собу и налази дух жене, али окривљује Денија да је сам себи нанео повреде. Џек се враћа пићу уз помоћ духа бармена Лојда. Духови, укључујући Делберта Грејдија, почињу да се појављују у Златној сали. Грејди каже Џеку да је Дени телепатски затражио помоћ од Халорана и да Џек мора да „исправи” своју жену и дете.
Венди налази Џеков рукопис и открива да се састоји искључиво од понављања реченице „Само рад и нимало игре чине Џека досадним момком”. Када Џек запрети да ће је убити, Венди га онесвести бејзбол палицом и закључава га у остави, али она и Дени не могу да оду јер је Џек раније саботирао хотелски радио и моторне санке. У њиховој хотелској соби, Дени понавља „redrum” и пише ову реч кармином на вратима купатила. Венди види реч у огледалу и схвата да је то у ствари реч „убиство” (енгл. murder) написана уназад.
Грејди ослобађа Џека који полази за Венди и Денијем са секиром. Дени бежи кроз прозор купатила, а Венди се брани ножем док Џек покушава да провали кроз врата. Халоран, који се вратио са одмора на Флориди како би одговорио на Денијев телепатски позив у помоћ, стиже до хотела моторним санкама. Његов долазак одвраћа Џекову пажњу, који га напада и убија у предворју, а затим креће у потеру за Денијем кроз живу ограду. Венди трчи кроз хотел тражећи Денија и наилази на хотелске духове и визију таласа крви који се просипа из лифта, сличну Денијевом ранијем предосећању.
У лавиринту од живе ограде, Дени вешто оставља трагове уназад како би збунио Џека и сакрива се иза снежног наноса. Џек лута без трага и губи се. Дени и Венди се поново срећу и одлазе Халорановим моторним санкама, остављајући Џека да се смрзне у лавиринту.
На фотографији у ходнику хотела, Џек је приказан како стоји међу окупљеним гостима на забави 4. јула 1921. године.

## Улоге
| Глумац          | Улога          |
| --------------- | -------------- |
| Џек Николсон    | Џек Торенс     |
| Шели Дувал      | Венди Торенс   |
| Дени Лојд       | Дени Торенс    |
| Скатман Крадерс | Дик Халорам    |
| Бари Нелсон     | Стјуарт Улман  |
| Филип Стоун     | Делберт Грејди |
| Џо Теркел       | Лојд           |
| Ен Џексон       | докторка       |
| Тони Бертон     | Лари Деркин    |
| Бари Денен      | Бил Вотсон     |